# ته آئو ماراما (آلبوم چندآهنگه)
تِه آئو ماراما (Te Ao Mārama، به معنای «جهان نور» در زبان مائوری) دومین آلبوم چندآهنگه (ئی‌پی) از خواننده و ترانه‌پرداز نیوزیلندی لرد است. این آلبوم چندآهنگه در ۹ سپتامبر ۲۰۲۱ توسط یونیورسال میوزیک نیوزیلند منتشر شد. این آلبوم شامل اجرای پنج ترانه از سومین آلبوم استودیویی لرد به نام سولار پاور (۲۰۲۱) به زبان مائوری است.

## جدول‌های موسیقی
| جدول (۲۰۲۱)                                | بالاترین جایگاه |
| ------------------------------------------ | --------------- |
| آلبوم‌های نیوزیلندی (آرام‌ان‌زی)              | ۴               |
| آلبوم‌های هنرمند نیوزیلندی (آرام‌ان‌زی)       | ۱               |
| فروش کنونی آلبوم‌های ایالات متحده (بیلبورد) | ۷۰              |
| آلبوم‌های جهانی ایالات متحده(بیلبورد)       | ۱۵              |

## تاریخچه انتشار
| منطقه | تاریخ          | فرمت                  | ناشر                      | منابع |
| ----- | -------------- | --------------------- | ------------------------- | ----- |
| مختلف | ۹ سپتامبر ۲۰۲۱ | دانلود دیجیتال استریم | یونیورسال میوزیک نیوزیلند | [ ۵ ] |
| مختلف | ۲۲ ژوئن ۲۰۲۲   | وینیل                 | یونیورسال میوزیک نیوزیلند | [ ۶ ] |